# Movement in Still Life
Movement in Still Life je třetí album od amerického producenta Briana Wayna Transeau, také známého jako BT. Britská verze vyšla v roce 1999 a je na ní 11 skladeb; americká verze vyšla v roce 2000, je kratší a obsahuje méně (9) jiných skladeb. Album bylo takto pozměněno, aby se lépe hodilo pro Americké aerolinie.

## Seznam skladeb (UK version)
1. Movement in Still Life – 6:32
2. Ride – 4:56
3. Madskillz-Mic Chekka – 5:36
4. The Hip Hop Phenomenon – 5:17
5. Mercury and Solace – 7:42
6. Dreaming – 9:15
7. Giving up the Ghost – 6:43
8. Godspeed – 6:44
9. Namistai – 6:51
10. Running Down the Way Up – 8:36
11. Satellite – 5:40

## Seznam skladeb (US version)
1. Madskillz-Mic Chekka – 4:52
2. Never Gonna Come Back Down – 5:47
3. Dreaming – 5:19
4. Shame – 3:21
5. Movement in Still Life – 4:30
6. Satellite – 5:11
7. Godspeed – 5:10
8. Running Down the Way Up – 5:51
9. Mercury and Solace – 5:07
10. Smartbomb – 5:10
11. Love on Haight Street – 6:17

## Singly
Toto album obsahuje nejvíce singlů ze všech alb, které BT vydal. Z velké části na to má vliv fakt, že UK a US verze obsahují jiné skladby a vyšly několik měsíců po sobě. Skladby jako Godspeed a Mercury and Solace si vedly dobře ve Velké Británii, ale v rádiích v USA se jim moc dobře nedařilo. Never Gonna Come Back Down a Shame se staly hity na alternativních rockových stanicích po celých Spojených státech. Smartbomb bylo použito v několika amerických filmech a také ve videohře FreQuency.
- Godspeed
- Mercury and Solace
- Dreaming
- Smartbomb
- Never Gonna Come Back Down
- Shame